# Травнева (Єлісеєва) Світлана Миколаївна
Травнева (справжнє прізвище Єлісеєва) Світлана Миколаївна (22 травня 1950, с. Неменка Іллінецького району Вінницької області) — поетеса, журналістка, учителька. Член Національної спілки журналістів України (з 1996), Спілки слов'янських письменників України (з 2020), Національної спілки письменників України (2024).

## Біографія
Народилася 22 травня 1950 р. у с. Неменка Іллінецького району Вінницької області в родині вчительки та робітника. Закінчила Іллінецьку десятирічку, філологічний факультет Вінницького педінституту ім. М. Островського (нині — ВДПУ ім. М. Коцюбинського). Працювала у школах Іллінецького району (с. Жадани, Дібровинці, Купчинці). З 1978 року працює вчителем рідної словесності у Загальноосвітній школі І-ІІІ ст. № 11 Вінницької міської ради, має звання вчителя-методиста.
З 1996 року — член Національної спілки журналістів України, член правління Вінницької обласної організації НСЖУ. Член правління Вінницького обласного об'єднання Всеукраїнського товариства «Просвіта» ім. Т. Шевченка, член творчої спілки «Асоціація діячів естрадного мистецтва України», Спілки слов'янськийх письменників України .
Світлана Миколаївна — керівник літературно-мистецької студії «Срібний передзвін» Вінницького обласного об'єднання ВО «Просвіта» ім. Т. Шевчнека, що діє при школі № 11 м. Вінниці. Вихованці Світлани Травневої постійно здобувають перемоги на обласних та всеукраїнських літературно-мистецьких конкурсах і фестивалях. За творчістю поетеси учителями з різних регіонів України розроблено більше двох десятків уроків та сценаріїв літературно-мистецьких заходів. Також з 2003 р. Світлана Травнева — головний редактор літературно-мистецької збірки «Стожари Поділля», що виходить при Вінницькій обласній організації НСЖУ.

## Творчість
Починаючи з 1995 р. друком вийшли наступні поетичні збірки авторки: «Із невідомості спішу» (1995), «Твоє світло в моєму вікні» (1997, доповнена та перевидана у 2011), «Пелюстковий сніг» (2000), «Ходить казка дивним лісом» (2002), «Сповідь любові» (2003), «Місяць Пречистої Діви» (2006), «Ми — діти миру і добра» (2015), «В полумисках літа» (2019).
Мого життя одвічна дивина : до 65-річчя від дня народж. Світлани Травневої — поетеси, громад. і культур. діяча: бібліогр. покажч. / Упр. культури і туризму Вінниц. облдержадмін., Вінниц. ОУНБ ім. К. А. Тімірязєва ; уклад. Л. І. Заря ; вступ. ст. В. С. Рабенчука ; ред. С. В. Лавренюк ; відп. за вип. Н. І. Морозова. — Вінниця: Балюк І. Б., 2015. — 60 с. — (Творчі імена Вінниччини). — Електрон. версія вид.
«Краю мій лелечий, ти живеш в мені…» : до 70-річчя від дня народж. Світлани Травневої — учителя-методиста, поетеси-піснярки, журналістки, громад. і культур. діяча: бібліогр. список літ. / Вінниц. ОУНБ ім. К. А. Тімірязєва ; уклад. О. М. Зелена ; вступ. ст.: М. Каменюка, Р. Григор'єва ; ред. С. В. Лавренюк ; відп. за вип. Л. Б. Сеник. — Вінниця, 2020. — (Творчі імена Вінниччини). — Електрон. версія вид.

## Розробки уроків С. Травневої (Єлисеєвої)
«На Аскольдовій могилі — український цвіт»: (бінар. урок-бесіда з позаклас. читання) / С. Єлисеєва, А. Лисий // Філологічні студії: зб. ст. / голов. ред. В. Теклюк ; Вінниц. держ. пед. ун-т ім. Михайла Коцюбинського. — Вінниця, 2003. — Вип. 1. — С. 203—208.
Природа й література рідного краю: бінар. урок [провед. на природі, у лісі] / С. Єлисеєва, З. Матусевич // Джерело: інформ.-метод. вісн. — 2004. — № 1. — С. 52–62.
Бінарний урок «Природа й література рідного краю»: [розроб. уроку, провед. у лісі] / С. Єлисеєва, Г. Кондратюк // Філологічні студії: зб. ст. / голов. ред. В. Теклюк ; Вінниц. держ. пед. ун-т ім. Михайла Коцюбинського. — Вінниця, 2006. — Вип. 4. — С. 310—320.
До проблеми нетрадиційних форм навчання на уроках української мови та літератури: навч. посіб. / С. Єлисеєва. — Вінниця: ДКФ, 2006. — 135 с.
Дорога до свого національного «Я»: народ. драма: тест. завдання / С. Єлисеєва // Слово педагога. — 2006. — Груд.
Про сучасні підходи до організації навчання на уроках української мови і літератури. Ч. 1 / С. Єлисеєва // Укр. мова й літ. в серед. шк., ліцеях та колегіумах. — 2011. — № 11/12. — С. 92–99.
Про сучасні підходи до організації навчання на уроках української мови і літератури. Ч. 2 : нестандарт. урок. Види нетрадиційних уроків / С. Єлисеєва // Укр. мова й літ. в серед. шк., ліцеях та колегіумах. — 2012. — № 1. — С. 59–65.
Про сучасні підходи до організації навчання на уроках української мови і літератури. Ч. 3 : нестандарт. урок. Види нетрадиційних уроків / С. Єлисеєва // Укр. мова й літ. в серед. шк., ліцеях та колегіумах. — 2012. — № 2. — С. 39–41.
Активні та пасивні дієприкметники в системі форм дієслова: урок — наукове дослідження з елементами використання синтезу мистецтв / С. Єлисеєва // Освіта Вінниччини. — 2013. — 13 серп.
Урок — наукове дослідження з елементами використання синтезу мистецтв // Стожари Поділля: літ.-мистец. зб. / Б-ка Вінниц. орг. НСЖУ ; голов. ред. Світлана Травнева. — Вінниця: Вінниц. обл. друк., 2014. — Вип. 4 (13). — С. 165.
Літературно-музичний мікс за творами Тараса Шевченка «Думи мої, думи мої»: [сценарій вихов. заходу з укр. літ.] / С. М. Травнева (Єлісеєва) // Вивчаємо укр. мову та літ. — 2016. — № 6. — С. 20–22.

## Розробки уроків про творчість С. Травневої
Кимак, Л. У тиші кленів пам'яті зоріє нить: уроки С. Єлисеєвої / Л. Кимак // Панорама. — 1998. — 3 жовт. ; Укр. слово. — 1998. — 19 листоп.
Приймачик, Ф. Патріотичні уроки: [за темою «Пісенна творчість січових стрільців», провед. вчителькою С. Єлисеєвою] / Ф. Приймачик // Вінниц. газ. — 1998. — 22 груд.
Бабійчук, Н. «Її душа ніколи не збідніє»: [урок з літ. рід. краю] за тв. С. Травневої / Н. Бабійчук // Стожари Поділля: літ.-мистец. зб. / Б-ка Вінниц. обл. орг. НСЖУ ; упоряд.: В. Лисенко [та ін.]. — Вінниця, 2009. — Вип. 2 (11). — С. 127—132.
Бойко, Н. «Художній дивосвіт поруч»: урок літ. рід. краю (11-й клас): [за зб. поетеси С. Травневої «Місяць Пречистої Діви»] / Н. Бойко // Слово педагога. — 2009. — Листоп.
Басиста, І. Людина — творець свого щастя: [розроб. уроку «Вивчення літератури рідного краю на прикладі життя і творчості Світлани Травневої»] / І. Басиста // Освіта Вінниччини. — 2010. — 16 лип. ; 21 груд.
Безуглий, Ю. Практичні завдання з української мови у контексті міжпредметних зв'язків (мова, література, музика) за творчістю С. Травневої / Ю. Безуглий // Освіта Вінниччини. — 2010. — 11 листоп.
Діденко, О. Практичні завдання з української мови у контексті міжпредметних зв'язків (мова, література, музика) за творчістю С. Травневої / О. Діденко // Освіта Вінниччини. — 2010. — 13 квіт., 11 листоп. ; Освіта Вінниччини. — 2011. — 6 листоп.
Марчук, Н. Й. Три високі любові Світлани Травневої: [методична розроб. уроку] / Н. Й. Марчук // Освіта Вінниччини. — 2010. — 11 листоп. — С. 6, 7.
Мількевич, Л. А слово піснею озветься: [пісен. творчість С. Травневої. Розроб. уроку] / Людмила Мількевич // Освіта Вінниччини. — 2010. — 1 жовт. — С. 7 : фот.
Ільченко, М. Література рідного краю: [літ. вогник за творчістю С. Травневої та ін.] / М. Ільченко // Освіта Вінниччини. — 2011. — 27 січ.
Пісні Світлани Травневої в контексті уроку української літератури: [розроб. уроків] // Освіта Вінниччини. — 2011. — 26 трав. — С. 6, 7.
Поїзник, В. Філософське дослідження історичних подій та видатних постатей у творчості Світлани Травневої: [розроб. уроку викл. укр. мови та літ. Черкас. ЗОШ № 4 В. Поїзник] / В. Поїзник // Освіта Вінниччини. — 2011. — 25 лют. — С. 2–3, 6–7 : фот.
Поправко, Л. Урок літератури рідного краю. «Найголовніше в житті — це любов!»: творчість Світлани Травневої / Л. Поправко // Освіта Вінниччини. — 2011. — 28 груд.
Міщанчук, О. Урок літератури рідного краю за творчістю Світлани Травневої: [розроб. уроку] / О. Міщанчук // Освіта Вінниччини. — 2012. — 22 трав. — С. 4–7.
Діденко, О. Цей край мені подарувала мати: урок літ. рід. краю за творчістю С. Травневої / О. Діденко // Освіта Вінниччини. — 2013. — 20 серп.
Заремблюк, С. М. Вороний «Євшан-Зілля». Синтез мистецтв: поєднання аналізу літ. твору М. Вороного та пісні В. Папаїки і С. Травневої: план відкритого уроку в 6 класі / С. Заремблюк // Освіта Вінниччини. — 2013. — 6 серп.
Приймачик, Ф. Урок-автограф у школі :  [про творчу діяльність С. Єлісеєвої (літ. псевдоним — С. Травнева] / Фаїна Приймачик // Слово педагога. — 2015. — Берез. (№ 3). — С. 7.
Приймачик, Ф. «Тому, хто стежку мамину втрачає, чужою буде й рідна сторона…» (Світлана Травнева): [розроб. уроку] / Фаїна Приймачик // Літературне краєзнавство як знаряддя патріотичного виховання: матеріали для уроків укр. літ. та позакл. заходів / Фаїна Приймачик. — Вінниця, 2016. — С. 110—116.
Слободянюк, Т. С. Образ матері у творчості Ніни Гнатюк, Світлани Травневої, Тетяни Яковенко [Електронний ресурс]: [розроб. уроку. 10 клас] / Тетяна Степанівна Слободянюк // На Урок: освіт. проєкт. — Електрон. текст. дані. — Режим доступу: https://naurok.com.ua/urok-obraz-materi-u-tvorchosti-nini-gnatyuk-tetyani-yakovenko-svitlani-travnevo-19738.html (дата звернення: 16.03.2021), вільний. — Назва з екрана. — Опис засн. на версії, датов.: 25.03.2018.

## Нагороди
За плідну поетичну, педагогічну та журналістську діяльність Світлана Травнева була відзначена нагородами обласного та всеукраїнського рівнів:
- Літературно-мистецька премія імені Володимира Забаштанського (2024)
- Медаль «За збереження національних традицій» (2020)
- Почесна грамота Верховної Ради України (2019)[14]
- Золота медаль української журналістики (2010)
- Почесний знак Національної спілки журналістів України (2005)[15]
- лауреат Подільської літературно-мистецької премії «Кришталева вишня» (2005, 2006)[15]
- лауреат Аркадійської літературної премії (Одеса, 2006)
- лауреат перших премій літературно-мистецьких фестивалів та конкурсів: «Алуштинські розсипи» (Алушта, 2013), «Українська родина» (Київ, 2014), Всеукраїнського конкурсу ім. П.  Глазового (Київ, 2015) та ін.[3]
- нагороджена Почесними грамотами Вінницької облдержадміністрації, міського та обласного департаментів освіти, правління облорганізації НСЖУ, обласного об'єднання ВО «Просвіта» ім. Т. Шевченка та ін.